# Projection conique conforme de Lambert
Pour les articles homonymes, voir Lambert.
Ne doit pas être confondu avec Projection azimutale équivalente de Lambert.

Projection conique conforme de Lambert.

La projection conique conforme de Lambert, ou plus simplement, la
projection de Lambert est l'une des projections cartographiques présentées par le mathématicien mulhousien Johann Heinrich Lambert en 1772. 
Dans ce système de projection conforme, les méridiens sont des droites concourantes, et les parallèles des arcs de cercle centrés sur le point de convergence des méridiens.
Le système a été adopté par l'artillerie française au cours de la Première Guerre mondiale pour les cartes à petite échelle (1/20 000 et au-dessus), une carte conforme étant nécessaire pour la préparation des tirs, ce que ne permettait pas la projection de Bonne alors en usage.
Elle est depuis cette époque la projection officielle utilisée pour représenter la France métropolitaine, avec différents paramètres successifs suivant les époques. C'est aussi la projection officielle en Belgique et en Estonie, ainsi que pour les cartes couvrant toute l'Europe à des échelles inférieures ou égales au 1/500 000.

## Définition

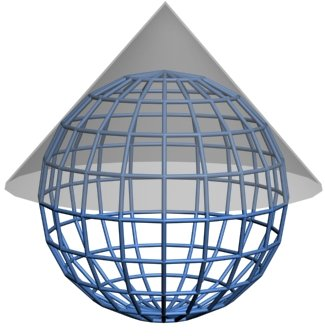

Cette projection est une projection conique  conforme (qui conserve les angles). 
La Terre est supposée avoir la forme d'un ellipsoïde de révolution.
Le sommet du cône appartient à l'axe des pôles et donc de l'ellipsoïde. Le cône est : 
- soit tangent à l'ellipsoïde de référence en un point défini par un méridien de référence et un parallèle de référence de latitude {\displaystyle \varphi _{0}} qui est aussi l'angle au sommet du cône ;
- soit sécant à l'ellipsoïde selon deux parallèles, dits alors parallèles automécoïques φ1 et φ2. Dans ce cas, on prend {\displaystyle \varphi _{0}=(\varphi _{1}+\varphi _{2})/2}.

La définition d'une projection de Lambert peut ainsi se faire soit par un parallèle tangent et un facteur d'échelle, soit par deux parallèles sécants et isométriques.
Le cône est ensuite développé sur un plan, sans déformation.
Dans cette projection on retrouve :
- les parallèles (latitude constante) sont des cercles concentriques autour du point P, projection du pôle Nord et sommet du cône ;
- les méridiens (longitude constante) sont des droites concourantes en P ;
- l'axe des ordonnées est la projection du méridien de référence ;
- le cercle, projection du parallèle de référence, est appelé isomètre ou isomètre de référence. En effet, c'est selon ce cercle que l'on définit l'échelle de la carte ;
- les angles sont conservés.

La déformation linéaire est relativement importante lorsque l'on s'éloigne du parallèle d'origine, il est donc courant de définir des zones différant par leur angle φ0. 
Enfin cette projection étant utilisée en cartographie, pour éviter d'avoir des abscisses et des ordonnées négatives, on effectue une translation en affectant des coordonnées positives (X0 et Y0) au point de référence.

## Projection liée à la directive européenne INSPIRE

### ETRS89-LCC
La directive européenne INSPIRE préconise pour les échelles inférieures ou égales à 1:500000, l'utilisation de la projection ETRS89-LCC (https://inspire.ec.europa.eu).
Cette nouvelle projection présente un méridien central et deux parallèles automécoïques. Il utilise l'ellipsoïde global GRS80, associé à ETRS89.
| Projection | λ0   | φ0   | φ1   | φ2   | X0          | Y0          | EPSG |
| ---------- | ---- | ---- | ---- | ---- | ----------- | ----------- | ---- |
| ETRS89-LCC | 10°E | 52°N | 35°N | 65°N | 4 000 000 m | 2 800 000 m | 3034 |

## Projections officielles en Belgique

### Lambert 2008
Depuis que le programme EUREF permet la construction du réseau géodésique international ETRS89, précis et de surcroît compatible avec le système WGS84, la nouvelle projection Lambert 2008 (http://www.ngi.be/) a été adopté pour les projections cartographiques nationales. Le Lambert 2008 ( EPSG:3812) remplace le Lambert 72 (EPSG:31370).
Cette nouvelle projection présente un méridien central et deux parallèles automécoïques. Il utilise sur l'ellipsoïde global GRS80, associé à l'European Terrestrial Reference System 1989, ETRS89, qui est devenu la norme en Europe grâce à la directive INSPIRE.
| Projection   | λ0            | φ0              | φ1      | φ2      | X0        | Y0        | EPSG |
| ------------ | ------------- | --------------- | ------- | ------- | --------- | --------- | ---- |
| Lambert 2008 | 4°21’33,177”E | 50°47’52,134” N | 49°50'N | 51°10'N | 649 328 m | 665 262 m | 3812 |

Pour mémoire le nivellement officiel (altitudes) est le hBG18 de 2018 à la suite du Deuxième Nivellement général, HDNG. Avec la formule HDNG = hETRS89 - N, où N est une valeur mesurée sur le terrain (grille). Il s'agit donc d'un quasi-géoïde.

### Ancienne projection en usage en Belgique
Le Lambert Belgique 1972, LB72 (EPSG:31370) est basé sur l'ellipsoïde Belgian Datum 1972, BD72.

## Projections officielles en France métropolitaine

### Lambert 93

Lambert 93 et WGS84

La projection Lambert93 (projection officielle pour les cartes de France métropolitaine depuis le décret 2000-1276 du 26 décembre 2000) est la projection liée au système géodésique RGF93.
| Projection | λ0  | φ0    | φ1  | φ2  | X0        | Y0          | EPSG |
| ---------- | --- | ----- | --- | --- | --------- | ----------- | ---- |
| Lambert 93 | 3°E | 46,5° | 44° | 49° | 700 000 m | 6 600 000 m | 9794 |

Son principal intérêt réside dans son référentiel RGF93, qui est d'une part commun aux voisins européens de la France car fondé sur ETRS89. Ce système a en commun avec le WGS84 - utilisé notamment par le système GPS de positionnement par satellite - l'ellipsoïde de référence IAG GRS80.
La projection RGF93/Lambert93 a pour référence EPSG:9794 . Ce code EPSG est liée au RGF93 v2b, version actuellement opérationnelle en France métropolitaine. L'ancien code, EPSG:2154, lié au RGF93 v1, n'a plus vocation à être utilisé dans le cadre de nouveaux levés.
« Définition précise de la projection Lambert93 par l'IGN »

### Lambert Coniques Conformes (CC 9 zones)
En pratique, la projection Lambert 93 est peu utilisée, en partie du fait des altérations linéaires importantes qui y sont associées (2,3 m/km à Dunkerque, 0,60 m/km à Marseille et 2,95 m/km à Bonifacio, légèrement inférieures à celles de la projection Lambert 2 étendue). 
Pour y remédier, le décret 2006-272 a entériné la création de 9 projections coniques conformes sécantes, couvrant 9 zones du nord au sud, telles que proposées par un rapport du CNIG et adoptées notamment par les géomètres-experts et le service du Cadastre. Elles ont en commun avec le Lambert93 le système géodésique RGF93 et le méridien de référence 3°E (Méridien de Greenwich),.
Alors que le nombre 93 désigne l'année 1993 dans « L93 », le nombre désigne le parallèle dans les zones CC (version de 2009). Ainsi le « CC43 » est centré sur le parallèle 43°N, entre les latitudes 42,25°N et 43,75°N, en passant par 43,00°N. Une numérotation par zone existe (par exemple Lambert 93 zone 2 pour le CC43), mais est inutile et peut amener des confusions avec les anciennes zones. Dans cet exemple, le Lambert CC zone 2 (« RGF-CC2 ») risque en effet d'être confondu avec le Lambert Carto Zone Centre (« NTF-LII ») et le Lambert zone II (« NTF-L02 »).
Il existe une « recommandation d'usage des différentes projections CC en fonction du département » créée par le Certu et reprise telle quelle par la DGFip (« le cadastre »). Cette recommandation n'est pas contraignante, par exemple au nord de la ville de Troyes, dans le département de l'Aube, le CC48 est recommandé (car la latitude est 48,5°N) mais on peut utiliser le CC49 voisin (celui de la capitale Paris) par commodité, les déformations seront les mêmes entre le CC48 et le CC49 lorsqu'on est à mi-chemin entre 48°N et 49°N. Cependant, utiliser un CC qui n'est pas voisin comme le CC50 (celui de Lille) est autorisé mais n'est pas rigoureux,.
| Projection | λ0  | φ0  | φ1     | φ2     | X0          | Y0          | EPSG |
| ---------- | --- | --- | ------ | ------ | ----------- | ----------- | ---- |
| CC42       | 3°E | 42° | 41,25° | 42,75° | 1 700 000 m | 1 200 000 m | 3942 |
| CC43       | 3°E | 43° | 42,25° | 43,75° | 1 700 000 m | 2 200 000 m | 3943 |
| CC44       | 3°E | 44° | 43,25° | 44,75° | 1 700 000 m | 3 200 000 m | 3944 |
| CC45       | 3°E | 45° | 44,25° | 45,75° | 1 700 000 m | 4 200 000 m | 3945 |
| CC46       | 3°E | 46° | 45,25° | 46,75° | 1 700 000 m | 5 200 000 m | 3946 |
| CC47       | 3°E | 47° | 46,25° | 47,75° | 1 700 000 m | 6 200 000 m | 3947 |
| CC48       | 3°E | 48° | 47,25° | 48,75° | 1 700 000 m | 7 200 000 m | 3948 |
| CC49       | 3°E | 49° | 48,25° | 49,75° | 1 700 000 m | 8 200 000 m | 3949 |
| CC50       | 3°E | 50° | 49,25° | 50,75° | 1 700 000 m | 9 200 000 m | 3950 |

### Lambert OACI
L'Institut national de l'information géographique et forestière et un autre organisme public français, appelé Service de l'information aéronautique commercialisent au format papier des cartes destinées au vol à vue. Elles sont aux normes de l'Organisation de l'aviation civile internationale. Leur projection est Lambert 93 mais leurs coordonnées sont WGS84, coordonnées utilisées notamment par le système GPS de positionnement par satellite, ce qui fait que leurs coordonnées ne doivent pas être confondues avec le Lambert 93 tout court (qui est en coordonnées RGF93), et finalement cette projection est appelée Lambert OACI.
Cinq cartes sont commercialisées pour la France métropolitaine, aucune pour l'outre-mer. Sur les 4 cartes au 1/500000 le navigant mesure 10 cm sur le papier qui représentent 50 km (10 x 500000 = 50000000 cm = 50 km). Sur la carte au 1/1000000 le navigant mesure 10 cm sur le papier qui représentent 100 km (10 x 1000000 = 10000000 cm = 100 km).
En anglais le vol à vue est appelé VFR, ce qui fait que l'abréviation Lambert OACI-VFR désigne la carte elle-même et non la projection.

## Anciennes projections en usage en France métropolitaine
Du fait de la promulgation du décret du 26 décembre 2000 modifié par le décret du 3 mars 2006, ces projections sont appelées à disparaître. 

### Lambert zone
Dans les faits, les projections dites Lambert 4 Zones définies en 1920, associées au système NTF (Nouvelle triangulation de la France), restent encore utilisées.
Leur ellipsoïde de référence est l'ellipsoïde de Clarke 1880 IGN, et leur méridien de référence le méridien de Paris (qui passe au milieu de la façade de l'Observatoire de Paris, soit 2°20´14,025" Est du méridien de Greenwich). Les coordonnées angulaires associées au système NTF sont exprimées en grades (gon) et non en degrés, pour profiter de l'équivalence 1 grade de latitude = 100 km. 
La France est ainsi découpée en quatre zones qui s'étendent à 150 km au sud et au nord de chaque parallèle d'origine, sauf au nord de la zone 1 (200 km), et au sud de la zone 3 (200 km).
Les projections Lambert associées à la NTF sont traditionnellement définies comme tangentes avec facteur d'échelle. 
| Projection               | φ0           | k0         | Translation X | Translation Y | EPSG  | IGNF  |
| ------------------------ | ------------ | ---------- | ------------- | ------------- | ----- | ----- |
| Lambert I Zone (Nord)    | 55 grades    | 0,99987734 | 600 000 m     | 200 000 m     | 27561 | LAMB1 |
| Lambert II Zone (Centre) | 52 grades    | 0,99987742 | 600 000 m     | 200 000 m     | 27562 | LAMB2 |
| Lambert III Zone (Sud)   | 49 grades    | 0,99987750 | 600 000 m     | 200 000 m     | 27563 | LAMB3 |
| Lambert IV Zone (Corse)  | 46,85 grades | 0,99994471 | 234,358 m     | 185 861,369 m | 27564 | LAMB4 |

À cela s'ajoute la projection Lambert Grand Champ (très peu utilisée, citée pour mémoire), qui elle se définit avec des coordonnées angulaires en degrés.
| Projection          | φ0  | φ1  | φ2  | Translation X | Translation Y | EPSG | IGNF   |
| ------------------- | --- | --- | --- | ------------- | ------------- | ---- | ------ |
| Lambert Grand Champ | 47° | 45° | 49° | 600 000 m     | 600 000 m     |      | LAMBGC |

### Lambert carto et Lambert étendu
La projection Lambert 93 est une projection « carto » dans le sens où elle s'applique à toute la France métropolitaine et pas seulement à des zones restreintes. Il existait déjà une projection carto avant 1993.
Les projections « Lambert zone Carto » sont constituées de 4 zones couvrant toute la France métropolitaine. Ces projections ont été utilisées par l'IGN depuis 1972, alors que le « Lambert zone » « standard » (zones numérotées de 1 à 4) a été utilisé par les services du Cadastre ou autres utilisateurs locaux (collectivités et géomètres notamment). Ainsi, en Lambert 3, on pouvait trouver Y=3 256 315 sur les cartes IGN et Y=256 315 au Cadastre (le même nombre, mais sans le préfixe 3 indiquant la zone). Cette notation dite « standard » est une survivance d'anciennes définitions IGN, et ne devrait plus être utilisée depuis 1972. Des tentatives de distinguer 1920 et 1972 à l'aide des chiffres romains (Lambert zone III, sans le préfixe) ou arabe (Lambert zone 3, avec le préfixe) ont amené des confusions car elles ne sont pas officielles.
La « Lambert 2 étendue » est tout simplement la « Lambert 2 Carto » : une zone couvrant toute la France métropolitaine. Elle est déconseillée, c'est-à-dire que pour les nouveaux projets la projection Lambert93 remplace la Lambert 2 étendue, car cette dernière ne présente plus de compatibilité et de précision suffisantes avec le RGF93.
| Projection                                     | φ0           | k0         | Translation X | Translation Y   | EPSG  | IGNF            |
| ---------------------------------------------- | ------------ | ---------- | ------------- | --------------- | ----- | --------------- |
| Lambert I Carto (Nord)                         | 55 grades    | 0,99987734 | 600 000 m     | 1 200 000 m     | 27571 | LAMB1C          |
| Lambert II Carto (Centre) = Lambert II étendue | 52 grades    | 0,99987742 | 600 000 m     | 2 200 000 m     | 27572 | LAMB2C ou LAMBE |
| Lambert III Carto (Sud)                        | 49 grades    | 0,99987750 | 600 000 m     | 3 200 000 m     | 27573 | LAMB3C          |
| Lambert IV Carto (Corse)                       | 46,85 grades | 0,99994471 | 234,358 m     | 4 185 861,369 m | 27574 | LAMB4C          |

De 1993 à 2006, la projection Lambert93 est en phase de transition et n'est pas obligatoire (l'obligation ne s'applique qu'aux agents de l'État).
En 2015, cette projection est encore utilisée dans de nombreux SIG français, qui ont démarré avant 2006. Il en est exactement de même pour les « Zones » (1920, 1972) utilisée à la place des « Zones CC » (2006), tant que cet usage ne pose aucun problème. Par exemple, l'ensemble des réseaux SFR-Numéricâble sont dessinés en Lambert zones (1972) ou Lambert 2 étendu, car tant que les erreurs de longueur de câble sont seulement de quelques centimètres, cela ne pose pas de problème.
En base de données et en gestion documentaire elle est codée indifféremment « LE », « L2E » (notamment dans AutoCAD Map 3D), ou « L09 » (pour la distinguer de L02, zone II non étendue). Son EPSG est « 27572 ».

## Formules mathématiques

### Des coordonnées géographiques (lat, lon) aux cartographiques (X, Y)
Partant des coordonnées (latitude, longitude) = ({\displaystyle \varphi }, {\displaystyle \lambda }) d'un point  du globe supposé être un ellipsoïde de révolution de demi-grand axe {\displaystyle a} et de demi-petit axe {\displaystyle b}, calculons ses coordonnées {\displaystyle (X,Y)} sur la carte Lambert. Pour cela, nous allons passer par les coordonnées ({\displaystyle \rho }, {\displaystyle \theta }) du point projeté sur le cône. L'axe des {\displaystyle X} est croissant vers l'est et l'axe des {\displaystyle Y} croissant vers le nord.
{\displaystyle \left\{{\begin{matrix}X&=&X_{0}+\rho \sin(\theta )\\Y&=&Y_{0}+\rho _{0}-\rho \cos(\theta )\end{matrix}}\right.} où {\displaystyle \left\{{\begin{matrix}\theta &=&n(\lambda -\lambda _{0})\\\rho &=&\rho (\varphi )\\\rho _{0}&=&\rho (\varphi _{0})\end{matrix}}\right.}
L'origine correspond aux valeurs {\displaystyle \lambda =\lambda _{0}} et {\displaystyle \varphi =\varphi _{0}}. On a bien pour ce point {\displaystyle X=X_{0}} et {\displaystyle Y=Y_{0}}.
Les parallèles sont définis par {\displaystyle \varphi } = constante, d'où {\displaystyle \rho } = constante. Ils sont représentés par des cercles concentriques.
Les méridiens sont définis par {\displaystyle \lambda } = constante, d'où {\displaystyle \theta } = constante. Ils sont représentés par des droites passant par le centre commun des cercles précédents, de coordonnées : {\displaystyle X=X_{0}} et {\displaystyle Y=Y_{0}+\rho _{0}}.
{\displaystyle \rho (\varphi )=\rho (0)\left(\cot \left({\frac {\varphi }{2}}+{\frac {\pi }{4}}\right)\left({\frac {1+e\sin(\varphi )}{1-e\sin(\varphi )}}\right)^{\frac {e}{2}}\right)^{n}}
Les deux constantes {\displaystyle n} et {\displaystyle \rho (0)} sont calculées en utilisant les deux parallèles sécants de référence. Sur ces parallèles, appelés automécoïques, de latitude {\displaystyle \varphi _{1}\,} et {\displaystyle \varphi _{2}\,}, l'échelle est conservée : 
{\displaystyle n\;\rho _{i}=a\cos(t_{i})={\frac {a\cos(\varphi _{i})}{\sqrt {1-e^{2}\sin(\varphi _{i})^{2}}}}\,}
On peut donc calculer {\displaystyle n} et {\displaystyle \rho (0)} :
{\displaystyle n=\left.{\frac {\ln \left({\frac {\cos(\varphi _{2})}{\cos(\varphi _{1})}}\right)+{\frac {1}{2}}\ln \left({\frac {1-e^{2}\sin(\varphi _{1})^{2}}{1-e^{2}\sin(\varphi _{2})^{2}}}\right)}{\ln \left({\frac {\tan({\frac {\varphi _{1}}{2}}+{\frac {\pi }{4}})(1-e\sin(\varphi _{1}))^{\frac {e}{2}}(1+e\sin(\varphi _{2}))^{\frac {e}{2}}}{\tan({\frac {\varphi _{2}}{2}}+{\frac {\pi }{4}})(1+e\sin(\varphi _{1}))^{\frac {e}{2}}(1-e\sin(\varphi _{2}))^{\frac {e}{2}}}}\right)}}\right.}
{\displaystyle \rho (0)={\frac {a\cos(\varphi _{1})}{n{\sqrt {1-e^{2}\sin(\varphi _{1})^{2}}}}}\left(\tan \left({\frac {\varphi _{1}}{2}}+{\frac {\pi }{4}}\right)\left({\frac {1-e\sin(\varphi _{1})}{1+e\sin(\varphi _{1})}}\right)^{\frac {e}{2}}\right)^{n}}

### Des coordonnées cartographiques (X, Y) aux géographiques (lat, lon)
De même que ci-dessus nous allons passer par les coordonnées ({\displaystyle \rho }, {\displaystyle \theta }) du point projeté sur le cône :
- {\displaystyle \rho ={\sqrt {(X-X_{0})^{2}+(Y_{0}-Y+\rho _{0})^{2}}}}
- {\displaystyle \theta =2\tan ^{-1}({\frac {X-X_{0}}{Y_{0}-Y+\rho _{0}+\rho }})}

Comme on a vu plus haut, on a alors :
- {\displaystyle \lambda ={\frac {\theta }{n}}+\lambda _{0}\,}
- {\displaystyle F(\phi )=\tan({\frac {\phi }{2}}+{\frac {\pi }{4}})\left({\frac {1-e\sin(\phi )}{1+e\sin(\phi )}}\right)^{\frac {e}{2}}=\left({\frac {\rho (0)}{\rho }}\right)^{\frac {1}{n}}}

Si on appelle F la fonction de gauche, puisque F est strictement décroissante :
{\displaystyle \phi =F^{-1}\left(\left({\frac {\rho (0)}{\rho }}\right)^{\frac {1}{n}}\right)}
Mais le calcul de {\displaystyle F^{-1}} n'est pas trivial. Pour calculer {\displaystyle \phi } avec une précision arbitraire, puisque F est continue sur son intervalle de définition, on peut utiliser la méthode de dichotomie. On peut aussi, pour plus de rapidité, utiliser l'algorithme proposé par l'IGN :
- {\displaystyle \phi _{0}=2\tan ^{-1}\left(\left({\frac {\rho (0)}{\rho }}\right)^{\frac {1}{n}}\right)-{\frac {\pi }{2}}}
- {\displaystyle \phi _{i}=2\tan ^{-1}\left(\left({\frac {\rho (0)}{\rho }}\right)^{\frac {1}{n}}\left({\frac {1+e\sin(\phi _{i-1})}{1-e\sin(\phi _{i-1})}}\right)^{\frac {e}{2}}\right)-{\frac {\pi }{2}}}
- jusqu'à ce que {\displaystyle \left|\phi _{i}-\phi _{i-1}\right|<\epsilon }